# پسیکوز (قند)

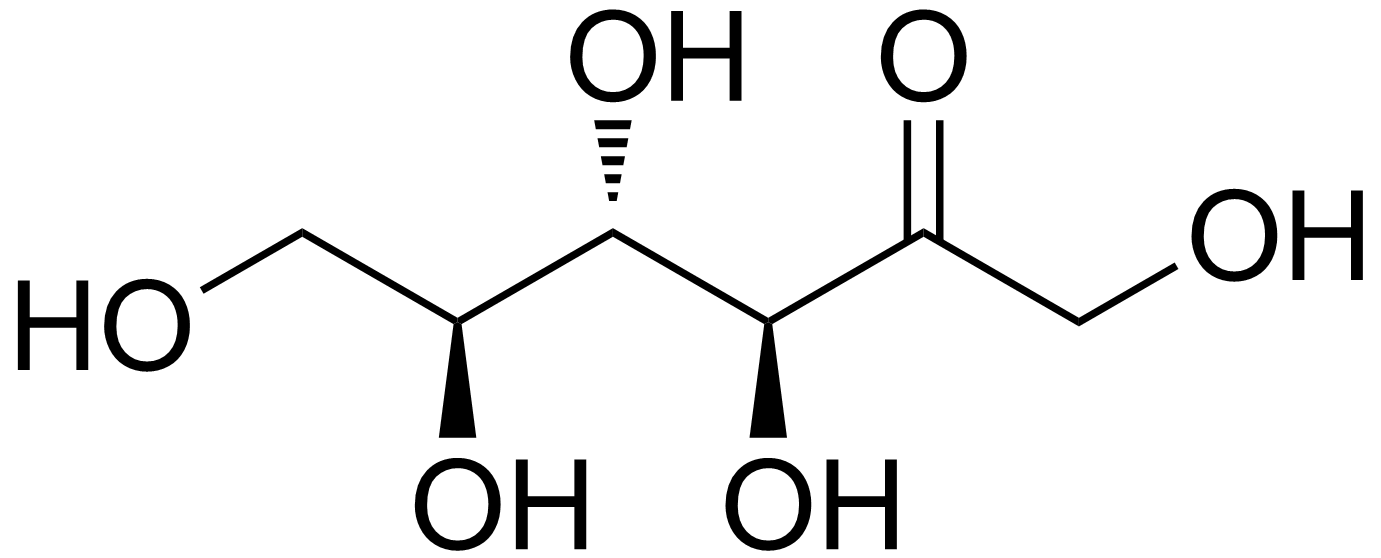
ترکیب شیمایی پسیکوز

پسیکوز (به انگلیسی: Psicose) یک قند مونوساکارید کم انرژی است که ایزومر D-فروکتوز است.
پسیکوزب ا فرمول شیمیایی C6H12O6 یک ترکیب شیمیایی با شناسه پاب‌کم ۹۰۰۰۸ است.